# المكتب الدولي للدفاع عن السكان الأصليين
المكتب الدولي للدفاع عن السكان الأصليين أو المكتب الدولي للدفاع عن الأجناس الأصلية، كانت منظمة سويسرية دولية تأسست عام 1913.

## تاريخ
تأسست المنظمة في جنيف على يد رينيه كلاباريد، رئيس الرابطة السويسرية لحماية السكان الأصليين، والتي تأسست قبل سنوات، وثلاثة من فاعلي الخير الإنجيليين: يوجين ميرسييه-جلاردون، ولويس فيريير، وإدوارد جونو.
عند تأسيسها، بلغ عدد أعضاء المنظمة 300 سويسري. وكان الهدف من إنشائها هو أن تعمل كممثل دولي لحقوق الشعوب الأصلية في المستعمرات المعاصرة؛ وتشجيعهم على الانخراط في منظمة تعادل الصليب الأحمر تسمى الصليب الأسود؛ وأن تعمل كمنظمة شاملة لمنظمات أخرى تدافع عن حقوق الشعوب الأصلية.
خلال فترة ما بين الحربين العالميتين، كانت منظمة غير حكومية تابعة لعصبة الأمم وتعاونت مع جمعية مكافحة العبودية لمناهضة العبودية في جميع أنحاء العالم. ساهمت المنظمتان في إعداد التقرير الدولي لعامي 1922 و1923، والذي أدى إلى تأسيس لجنة العبودية المؤقتة التابعة لعصبة الأمم.